# 柳沼良太
柳沼 良太（やぎぬま りょうた、1969年10月20日- ）は、日本の教育学者。専門分野は、プラグマティズムに基づく教育理論の研究、教育哲学、道徳教育の研究など。東海国立大学機構・岐阜大学大学院教育学研究科教授。

## 略歴
福島県生まれ。2002年 早稲田大学大学院文学研究科博士後期課程満期退学、2005年 早稲田大学より博士（文学）の学位を取得。
2000年早稲田大学文学部助手、2002年山形短期大学専任講師、2004年岐阜大学大学院教育学研究科助教授、2009年岐阜大学大学院教育学研究科准教授を経て、現在東海国立大学機構岐阜大学大学院教育学研究科教授、教育推進・学生支援機構教授、教職課程支援センター長、兵庫教育大学大学院連合学校教育学研究科（博士課程）教授を兼任。
2015年中央教育審議会道徳教育専門部会委員、2016年学習指導要領解説「特別の教科 道徳」作成協力者、日本道徳教育学会理事、日本デューイ学会理事、教科教育学コンソーシアム理事などを歴任。

## 著書
- 『プラグマティズムと教育―デューイからローティへ―』、八千代出版、2002年
- 『問題解決型の道徳授業―プラグマティック・アプローチ―』、明治図書出版、2006年
- 『ローティの教育論―ネオ・プラグマティズムからの提言―』、八千代出版、2008年
- 『ポストモダンの自由管理教育―スキゾ・キッズからマルチ・キッズへ―』、春風社、2010年
- 『「生きる力」を育む道徳教育―デューイ教育思想の継承と発展―』、慶應義塾大学出版会、2012年
- 『実効性のある道徳教育―日米比較から見えてくるもの―』、教育出版、2015年
- 『問題解決的な学習で創る道徳授業 超入門―「読む道徳」から「考え、議論する道徳へ」―』、明治図書、2016年
- 『道徳の理論と指導法ー「考え議論する道徳」でよりよく生きる力を育むー』、図書文化社、2017年
- 『プラグマティズム、公共、道徳―教育の新たな可能性を求めて―』、あいり出版、2019年
- 『学びと生き方を統合するSociety5.0の教育ーサイコエデュケーションで「知・徳・体」を総合的に育てるー』、図書文化社、2020年

### 共著
- 『教育の可能性を読む』、情況出版、2001年
- 『教育の臨界ー教育的理性批判ー』、情況出版、2005年
- 『学校教育と道徳教育の創造 講座現代学校教育の高度化』吉田武男、相澤伸幸共著 学文社、2010年
- 『道徳の時代がきた！ ―道徳教科化への提言―』、押谷由夫共編著、教育出版、2013年
- 『道徳の時代をつくる！―道徳教科化への始動―』、押谷由夫共編著、教育出版、2014年
- 『子どもが考え議論する問題解決型の道徳授業　事例集（小学校編・中学校編）』、図書文化社、2016年
- 『アクティブ・ラーニングに対応した道徳授業―多様で効果的な道徳指導法―』、教育出版、2016年
- 『問題解決的な学習で創る道徳授業パーフェクトガイド（小学校編・中学校編）』、明治図書、2016年
- DVD『子どもが考え議論する問題解決的な道徳授業　小学校』、毎日映画社、2017年
- 『「考え、議論する道徳」を実現する！―主体的・対話的で深い学びの視点から―』、図書文化社、2017年
- 『定番教材でできる問題解決的な道徳授業』、図書文化社、2017年
- 『小学校道徳科 「問題解決的な学習」をつくるキー発問50』、明治図書、2018年。
- 『「現代的な課題」に取り組む道徳授業ー価値判断力・意思決定力を育成する社会科とのコラボレーションー』、図書文化社、2018年

### 翻訳
- トーマス・リコーナ,マシュー・デイビッドソン『優秀で善良な学校 新しい人格教育の手引き』監訳 慶應義塾大学出版会、2012

## 参考
- [ISBN 978-4-86110-241-7]